# Campeonato Mundial de Fórmula 1 de 1977
A Temporada de Fórmula 1 de 1977 foi a 28ª realizada pela FIA. Seu período de duração foi entre 9 de janeiro à 23 de outubro de 1977, com dezessete corridas.Marcou a estréia da fornecedora de pneus Michelin na categoria e também a despedida da fornecedora de pneus Dunlop.
Teve como campeão o austríaco Niki Lauda da Ferrari, sendo vice-campeão o sul-africano Jody Scheckter da Wolf.

## Pilotos e Construtores[1]
| Campeão                    | Vice-campeão       | 3º Lugar               |
|                            |                    |                        |
| Niki Lauda                 | Jody Scheckter     | Mario Andretti         |
| Scuderia Ferrari SpA SEFAC | Walter Wolf Racing | John Player Team Lotus |

| Equipe                              | Construtor | Chassis | Motor                            | Pneus | No | Piloto                | Rodadas                 |
| ----------------------------------- | ---------- | ------- | -------------------------------- | ----- | -- | --------------------- | ----------------------- |
| Marlboro Team McLaren               | McLaren    | M23     | Ford Cosworth DFV 3.0 V8         | G     | 1  | James Hunt            | 1-4, 6                  |
| Marlboro Team McLaren               | McLaren    | M23     | Ford Cosworth DFV 3.0 V8         | G     | 2  | Jochen Mass           | 1-9                     |
| Marlboro Team McLaren               | McLaren    | M23     | Ford Cosworth DFV 3.0 V8         | G     | 14 | Bruno Giacomelli      | 14                      |
| Marlboro Team McLaren               | McLaren    | M23     | Ford Cosworth DFV 3.0 V8         | G     | 40 | Gilles Villeneuve     | 10                      |
| Marlboro Team McLaren               | McLaren    | M26     | Ford Cosworth DFV 3.0 V8         | G     | 1  | James Hunt            | 5, 7-17                 |
| Marlboro Team McLaren               | McLaren    | M26     | Ford Cosworth DFV 3.0 V8         | G     | 2  | Jochen Mass           | 10-17                   |
| Elf Team Tyrrell                    | Tyrrell    | P34     | Ford Cosworth DFV 3.0 V8         | G     | 3  | Ronnie Peterson       | Todas                   |
| Elf Team Tyrrell                    | Tyrrell    | P34     | Ford Cosworth DFV 3.0 V8         | G     | 4  | Patrick Depailler     | Todas                   |
| John Player Team Lotus              | Lotus      | 78      | Ford Cosworth DFV 3.0 V8         | G     | 5  | Mario Andretti        | Todas                   |
| John Player Team Lotus              | Lotus      | 78      | Ford Cosworth DFV 3.0 V8         | G     | 6  | Gunnar Nilsson        | Todas                   |
| Martini Racing                      | Brabham    | BT45    | Alfa Romeo 115-12 3.0 F12        | G     | 7  | John Watson           | 1-3                     |
| Martini Racing                      | Brabham    | BT45    | Alfa Romeo 115-12 3.0 F12        | G     | 8  | José Carlos Pace      | 1-2                     |
| Martini Racing                      | Brabham    | BT45B   | Alfa Romeo 115-12 3.0 F12        | G     | 7  | John Watson           | 4-17                    |
| Martini Racing                      | Brabham    | BT45B   | Alfa Romeo 115-12 3.0 F12        | G     | 8  | José Carlos Pace      | 3                       |
| Martini Racing                      | Brabham    | BT45B   | Alfa Romeo 115-12 3.0 F12        | G     | 8  | Hans-Joachim Stuck    | 4-17                    |
| Martini Racing                      | Brabham    | BT45B   | Alfa Romeo 115-12 3.0 F12        | G     | 21 | Giorgio Francia       | 14                      |
| Team Rothmans International         | March      | 761     | Ford Cosworth DFV 3.0 V8         | G     | 10 | Brian Henton          | 4                       |
| British Formula 1 Racing Team       | March      | 761     | Ford Cosworth DFV 3.0 V8         | G     | 38 | Brian Henton          | 5, 10, 12               |
| Hollywood March Racing              | March      | 761B    | Ford Cosworth DFV 3.0 V8         | G     | 9  | Alex Dias Ribeiro     | Todas                   |
| Team Rothmans International         | March      | 761B    | Ford Cosworth DFV 3.0 V8         | G     | 10 | Ian Scheckter         | 1-2, 5-12               |
| Team Rothmans International         | March      | 761B    | Ford Cosworth DFV 3.0 V8         | G     | 10 | Hans-Joachim Stuck    | 3                       |
| Team Rothmans International         | March      | 771     | Ford Cosworth DFV 3.0 V8         | G     | 10 | Ian Scheckter         | 13-17                   |
| Scuderia Ferrari SpA SEFAC          | Ferrari    | 312T2   | Ferrari 015 3.0 F12              | G     | 11 | Niki Lauda            | 1-15                    |
| Scuderia Ferrari SpA SEFAC          | Ferrari    | 312T2   | Ferrari 015 3.0 F12              | G     | 11 | Gilles Villeneuve     | 17                      |
| Scuderia Ferrari SpA SEFAC          | Ferrari    | 312T2   | Ferrari 015 3.0 F12              | G     | 12 | Carlos Reutemann      | Todas                   |
| Scuderia Ferrari SpA SEFAC          | Ferrari    | 312T2   | Ferrari 015 3.0 F12              | G     | 21 | Gilles Villeneuve     | 16                      |
| Rotary Watches Stanley BRM          | BRM        | P207    | BRM P202 3.0 V12                 | G     | 14 | Larry Perkins         | 2                       |
| Rotary Watches Stanley BRM          | BRM        | P207    | BRM P202 3.0 V12                 | G     | 35 | Conny Andersson       | 5, 7-9                  |
| Rotary Watches Stanley BRM          | BRM        | P207    | BRM P202 3.0 V12                 | G     | 35 | Guy Edwards           | 10                      |
| Stanley BRM                         | BRM        | P207    | BRM P202 3.0 V12                 | G     | 40 | Teddy Pilette         | 11                      |
| Stanley BRM                         | BRM        | P207    | BRM P202 3.0 V12                 | G     | 29 | Teddy Pilette         | 12                      |
| Stanley BRM                         | BRM        | P207    | BRM P202 3.0 V12                 | G     | 35 | Teddy Pilette         | 14                      |
| Rotary Watches Stanley BRM          | BRM        | P201B   | BRM P200 3.0 V12                 | G     | 14 | Larry Perkins         | 3                       |
| Interscope Racing                   | Penske     | PC4     | Ford Cosworth DFV 3.0 V8         | G     | 14 | Danny Ongais          | 15-16                   |
| Equipe Renault Elf                  | Renault    | RS01    | Renault-Gordini EF1 1.5 V6 Turbo | M     | 15 | Jean-Pierre Jabouille | 9-16                    |
| Shadow Racing Team                  | Shadow     | DN5B    | Ford Cosworth DFV 3.0 V8         | G     | 17 | Renzo Zorzi           | 1-2                     |
| Shadow Racing Team                  | Shadow     | DN8     | Ford Cosworth DFV 3.0 V8         | G     | 16 | Tom Pryce             | 1-2                     |
| Shadow Racing Team                  | Shadow     | DN8     | Ford Cosworth DFV 3.0 V8         | G     | 16 | Renzo Zorzi           | 4-5                     |
| Shadow Racing Team                  | Shadow     | DN8     | Ford Cosworth DFV 3.0 V8         | G     | 16 | Riccardo Patrese      | 6-7, 9-11, 13-14, 16-17 |
| Shadow Racing Team                  | Shadow     | DN8     | Ford Cosworth DFV 3.0 V8         | G     | 16 | Jackie Oliver         | 8                       |
| Shadow Racing Team                  | Shadow     | DN8     | Ford Cosworth DFV 3.0 V8         | G     | 16 | Arturo Merzario       | 12                      |
| Shadow Racing Team                  | Shadow     | DN8     | Ford Cosworth DFV 3.0 V8         | G     | 16 | Jean-Pierre Jarier    | 15                      |
| Shadow Racing Team                  | Shadow     | DN8     | Ford Cosworth DFV 3.0 V8         | G     | 17 | Renzo Zorzi           | 3                       |
| Shadow Racing Team                  | Shadow     | DN8     | Ford Cosworth DFV 3.0 V8         | G     | 17 | Alan Jones            | 4-17                    |
| Durex Team Surtees                  | Surtees    | TS19    | Ford Cosworth DFV 3.0 V8         | G     | 18 | Hans Binder           | 1-6, 15-17              |
| Team Surtees                        | Surtees    | TS19    | Ford Cosworth DFV 3.0 V8         | G     | 18 | Larry Perkins         | 7-9                     |
| Team Surtees                        | Surtees    | TS19    | Ford Cosworth DFV 3.0 V8         | G     | 18 | Patrick Tambay        | 9                       |
| Team Surtees                        | Surtees    | TS19    | Ford Cosworth DFV 3.0 V8         | G     | 18 | Vern Schuppan         | 10-13                   |
| Team Surtees                        | Surtees    | TS19    | Ford Cosworth DFV 3.0 V8         | G     | 18 | Lamberto Leoni        | 14                      |
| Beta Team Surtees                   | Surtees    | TS19    | Ford Cosworth DFV 3.0 V8         | G     | 19 | Vittorio Brambilla    | Todas                   |
| Walter Wolf Racing                  | Wolf       | WR1     | Ford Cosworth DFV 3.0 V8         | G     | 20 | Jody Scheckter        | 1-4, 6-8, 10, 14, 16    |
| Walter Wolf Racing                  | Wolf       | WR2     | Ford Cosworth DFV 3.0 V8         | G     | 20 | Jody Scheckter        | 5, 11, 13, 15           |
| Walter Wolf Racing                  | Wolf       | WR3     | Ford Cosworth DFV 3.0 V8         | G     | 20 | Jody Scheckter        | 9, 12, 17               |
| Team Tissot Ensign with Castrol     | Ensign     | N177    | Ford Cosworth DFV 3.0 V8         | G     | 22 | Clay Regazzoni        | Todas                   |
| Team Tissot Ensign with Castrol     | Ensign     | N177    | Ford Cosworth DFV 3.0 V8         | G     | 22 | Jacky Ickx            | 6                       |
| Team Tissot Ensign with Castrol     | Ensign     | N177    | Ford Cosworth DFV 3.0 V8         | G     | 21 | Jacky Ickx            | 7                       |
| Theodore Racing Hong Kong           | Ensign     | N177    | Ford Cosworth DFV 3.0 V8         | G     | 23 | Patrick Tambay        | 10-16                   |
| Penthouse Rizla Racing              | Hesketh    | 308E    | Ford Cosworth DFV 3.0 V8         | G     | 24 | Rupert Keegan         | 5-16                    |
| Hesketh Racing                      | Hesketh    | 308E    | Ford Cosworth DFV 3.0 V8         | G     | 25 | Harald Ertl           | 5-9                     |
| Hesketh Racing                      | Hesketh    | 308E    | Ford Cosworth DFV 3.0 V8         | G     | 25 | Hector Rebaque        | 11-13                   |
| Hesketh Racing                      | Hesketh    | 308E    | Ford Cosworth DFV 3.0 V8         | G     | 25 | Ian Ashley            | 14-16                   |
| Hesketh Racing                      | Hesketh    | 308E    | Ford Cosworth DFV 3.0 V8         | G     | 39 | Ian Ashley            | 12-13                   |
| Hesketh Racing                      | Hesketh    | 308E    | Ford Cosworth DFV 3.0 V8         | G     | 39 | Hector Rebaque        | 8-9                     |
| Hesketh Racing with Rizla Penthouse | Hesketh    | 308E    | Ford Cosworth DFV 3.0 V8         | G     | 39 | Hector Rebaque        | 7                       |
| Ligier Gitanes                      | Ligier     | JS7     | Matra MS76 3.0 V12               | G     | 26 | Jacques Laffite       | 1-3, 5-17               |
| Ligier Gitanes                      | Ligier     | JS7     | Matra MS76 3.0 V12               | G     | 27 | Jean-Pierre Jarier    | 17                      |
| Ligier Gitanes                      | Ligier     | JS7     | Matra MS73 3.0 V12               | G     | 26 | Jacques Laffite       | 4                       |
| Williams Grand Prix Engineering     | March      | 761     | Ford Cosworth DFV 3.0 V8         | G     | 27 | Patrick Nève          | 5, 7-16                 |
| Copersucar-Fittipaldi               | Fittipaldi | FD04    | Ford Cosworth DFV 3.0 V8         | G     | 28 | Emerson Fittipaldi    | 1-6, 8                  |
| Copersucar-Fittipaldi               | Fittipaldi | FD04    | Ford Cosworth DFV 3.0 V8         | G     | 29 | Ingo Hoffmann         | 1-2                     |
| Copersucar-Fittipaldi               | Fittipaldi | F5      | Ford Cosworth DFV 3.0 V8         | G     | 28 | Emerson Fittipaldi    | 7, 9-16                 |
| Chesterfield Racing                 | March      | 761     | Ford Cosworth DFV 3.0 V8         | G     | 30 | Brett Lunger          | 3-5                     |
| Chesterfield Racing                 | McLaren    | M23     | Ford Cosworth DFV 3.0 V8         | G     | 30 | Brett Lunger          | 7-16                    |
| LEC Refrigeration Racing            | LEC        | CRP1    | Ford Cosworth DFV 3.0 V8         | G     | 31 | David Purley          | 5, 7-10                 |
| RAM Racing/F&S Properties           | March      | 761     | Ford Cosworth DFV 3.0 V8         | G     | 32 | Mikko Kozarowitsky    | 8, 10                   |
| RAM Racing/F&S Properties           | March      | 761     | Ford Cosworth DFV 3.0 V8         | G     | 32 | Michael Bleekemolen   | 13                      |
| RAM Racing/F&S Properties           | March      | 761     | Ford Cosworth DFV 3.0 V8         | G     | 33 | Boy Hayje             | 3, 5-8, 13              |
| RAM Racing                          | March      | 761     | Ford Cosworth DFV 3.0 V8         | G     | 33 | Andy Sutcliffe        | 10                      |
| ATS Racing Team                     | Penske     | PC4     | Ford Cosworth DFV 3.0 V8         | G     | 33 | Hans Binder           | 12, 14                  |
| ATS Racing Team                     | Penske     | PC4     | Ford Cosworth DFV 3.0 V8         | G     | 34 | Jean-Pierre Jarier    | 4-14                    |
| ATS Racing Team                     | Penske     | PC4     | Ford Cosworth DFV 3.0 V8         | G     | 35 | Hans Heyer            | 11                      |
| ATS Racing Team                     | Penske     | PC4     | Ford Cosworth DFV 3.0 V8         | G     | 35 | Hans Binder           | 13                      |
| Iberia Airlines                     | McLaren    | M23     | Ford Cosworth DFV 3.0 V8         | G     | 36 | Emilio de Villota     | 5, 7-8, 10-12, 14       |
| Team Merzario                       | Merzario   | 761B    | Ford Cosworth DFV 3.0 V8         | G     | 37 | Arturo Merzario       | 5-11, 13-14             |
| British Formula 1 Racing Team       | March      | 761     | Ford Cosworth DFV 3.0 V8         | G     | 38 | Brian Henton          | 10, 12                  |
| British Formula 1 Racing Team       | March      | 761     | Ford Cosworth DFV 3.0 V8         | G     | 38 | Bernard de Dryver     | 7                       |
| HB Bewaking Alarm Systems           | Boro       | 001     | Ford Cosworth DFV 3.0 V8         | G     | 38 | Brian Henton          | 13-14                   |
| Jolly Club Switzerland              | Apollon    | FW03    | Ford Cosworth DFV 3.0 V8         | G     | 41 | Loris Kessel          | 14                      |
| Melchester Racing                   | Surtees    | TS19    | Ford Cosworth DFV 3.0 V8         | G     | 44 | Tony Trimmer          | 10                      |
| Brian McGuire                       | McGuire    | BM1     | Ford Cosworth DFV 3.0 V8         | G     | 45 | Brian McGuire         | 10                      |
| Meiritsu Racing Team                | Tyrrell    | 007     | Ford Cosworth DFV 3.0 V8         | D     | 50 | Kunimitsu Takahashi   | 17                      |
| Kojima Engineering                  | Kojima     | KE009   | Ford Cosworth DFV 3.0 V8         | B     | 51 | Noritake Takahara     | 17                      |
| Heroes Racing Corporation           | Kojima     | KE009   | Ford Cosworth DFV 3.0 V8         | B     | 52 | Kazuyoshi Hoshino     | 17                      |

## Calendário
| Prova | Grande Prêmio       | Data           | Local                |
| ----- | ------------------- | -------------- | -------------------- |
| 1     | GP da Argentina     | 9 de Janeiro   | Oscar Gálvez         |
| 2     | GP do Brasil        | 23 de Janeiro  | Interlagos           |
| 3     | GP da África do Sul | 6 de Março     | Kyalami              |
| 4     | GP do Oeste dos EUA | 3 de Abril     | Long Beach           |
| 5     | GP da Espanha       | 8 de Maio      | Jarama               |
| 6     | GP de Mônaco        | 22 de Maio     | Monte Carlo          |
| 7     | GP da Bélgica       | 5 de Junho     | Zolder               |
| 8     | GP da Suécia        | 19 de Junho    | Scandinavian Raceway |
| 9     | GP da França        | 3 de Julho     | Dijon-Prenois        |
| 10    | GP da Inglaterra    | 17 de Julho    | Silverstone          |
| 11    | GP da Alemanha      | 31 de Julho    | Hockenheim           |
| 12    | GP da Áustria       | 14 de Agosto   | Österreichring       |
| 13    | GP da Holanda       | 28 de Agosto   | Zandvoort            |
| 14    | GP da Itália        | 11 de Setembro | Monza                |
| 15    | GP dos EUA          | 2 de Outubro   | Watkins Glen         |
| 16    | GP do Canadá        | 9 de Outubro   | Mosport Park         |
| 17    | GP do Japão         | 23 de Outubro  | Fuji                 |

## Resultados

### Grandes Prêmios
| GP | Grande Prêmio        | Pole Position  | Volta mais rápida | Vencedor         | Equipe       | Descrição |
| -- | -------------------- | -------------- | ----------------- | ---------------- | ------------ | --------- |
| 1  | GP da Argentina      | James Hunt     | James Hunt        | Jody Scheckter   | Wolf-Ford    | Detalhes  |
| 2  | GP do Brasil         | James Hunt     | James Hunt        | Carlos Reutemann | Ferrari      | Detalhes  |
| 3  | GP da África do Sul  | James Hunt     | John Watson       | Niki Lauda       | Ferrari      | Detalhes  |
| 4  | GP do Oeste dos EUA  | Niki Lauda     | Niki Lauda        | Mario Andretti   | Lotus-Ford   | Detalhes  |
| 5  | GP da Espanha        | Mario Andretti | Jacques Laffite   | Mario Andretti   | Lotus-Ford   | Detalhes  |
| 6  | GP de Mônaco         | John Watson    | Jody Scheckter    | Jody Scheckter   | Wolf-Ford    | Detalhes  |
| 7  | GP da Bélgica        | Mario Andretti | Gunnar Nilsson    | Gunnar Nilsson   | Lotus-Ford   | Detalhes  |
| 8  | GP da Suécia         | Mario Andretti | Mario Andretti    | Jacques Laffite  | Ligier-Matra | Detalhes  |
| 9  | GP da França         | Mario Andretti | Mario Andretti    | Mario Andretti   | Lotus-Ford   | Detalhes  |
| 10 | GP da Grã-Bretanha   | James Hunt     | James Hunt        | James Hunt       | McLaren-Ford | Detalhes  |
| 11 | GP da Alemanha       | Jody Scheckter | Niki Lauda        | Niki Lauda       | Ferrari      | Detalhes  |
| 12 | GP da Áustria        | Niki Lauda     | Niki Lauda        | Alan Jones       | Shadow-Ford  | Detalhes  |
| 13 | GP dos Países Baixos | Mario Andretti | Niki Lauda        | Niki Lauda       | Ferrari      | Detalhes  |
| 14 | GP da Itália         | James Hunt     | Mario Andretti    | Mario Andretti   | Lotus-Ford   | Detalhes  |
| 15 | GP dos EUA           | James Hunt     | Ronnie Peterson   | James Hunt       | McLaren-Ford | Detalhes  |
| 16 | GP do Canadá         | Mario Andretti | Mario Andretti    | Jody Scheckter   | Wolf-Ford    | Detalhes  |
| 17 | GP do Japão          | Mario Andretti | Jody Scheckter    | James Hunt       | McLaren-Ford | Detalhes  |

### Pilotos
| Pos | Piloto                | ARG | BRA | RSA | USW | ESP | MON | BEL | SWE | FRA | GBR | GER | AUT | NED | ITA | USA | CAN | JPN | Pontos |
| --- | --------------------- | --- | --- | --- | --- | --- | --- | --- | --- | --- | --- | --- | --- | --- | --- | --- | --- | --- | ------ |
| 1   | Niki Lauda            | Ret | 3   | 1   | 2   | Ret | 2   | 2   | Ret | 5   | 2   | 1   | 2   | 1   | 2   | 4   |     |     | 72     |
| 2   | Jody Scheckter        | 1   | Ret | 2   | 3   | 3   | 1   | Ret | Ret | Ret | Ret | 2   | Ret | 3   | Ret | 3   | 1   | 10  | 55     |
| 3   | Mario Andretti        | 5   | Ret | Ret | 1   | 1   | 5   | Ret | 6   | 1   | 14  | Ret | Ret | Ret | 1   | 2   | 9   | Ret | 47     |
| 4   | Carlos Reutemann      | 3   | 1   | 8   | Ret | 2   | 3   | Ret | 3   | 6   | 15  | 4   | 4   | 6   | Ret | 6   | Ret | 2   | 42     |
| 5   | James Hunt            | Ret | 2   | 4   | 7   | Ret | Ret | 7   | 12  | 3   | 1   | Ret | Ret | Ret | Ret | 1   | Ret | 1   | 40     |
| 6   | Jochen Mass           | Ret | Ret | 5   | Ret | 4   | 4   | Ret | 2   | 9   | 4   | Ret | 6   | Ret | 4   | Ret | 3   | Ret | 25     |
| 7   | Alan Jones            |     |     |     | Ret | Ret | 6   | 5   | 17  | Ret | 7   | Ret | 1   | Ret | 3   | Ret | 4   | 4   | 22     |
| 8   | Gunnar Nilsson        |     | 5   | 12  | 8   | 5   | Ret | 1   | 19  | 4   | 3   | Ret | Ret | Ret | Ret | Ret | Ret | Ret | 20     |
| 9   | Patrick Depailler     | Ret | Ret | 3   | 4   | Ret | Ret | 8   | 4   | Ret | Ret | Ret | 13  | Ret | Ret | 14  | 2   | 3   | 20     |
| 10  | Jacques Laffite       | NC  | Ret | Ret | 9   | 7   | 7   | Ret | 1   | 8   | 6   | Ret | Ret | 2   | 8   | 7   | Ret | 5   | 18     |
| 11  | Hans Stuck            |     |     | Ret | Ret | 6   | Ret | 6   | 10  | Ret | 5   | 3   | 3   | 7   | Ret | Ret | Ret | 7   | 12     |
| 12  | Emerson Fittipaldi    | 4   | 4   | 10  | 5   | 14  | Ret | Ret | 18  | 11  | Ret | NQ  | 11  | 4   | NQ  | 13  | Ret |     | 11     |
| 13  | John Watson           | Ret | Ret | 6   | DSQ | Ret | Ret | Ret | 5   | 2   | Ret | Ret | 8   | Ret | Ret | 12  | Ret | Ret | 9      |
| 14  | Ronnie Peterson       | Ret | Ret | Ret | Ret | 8   | Ret | 3   | Ret | 12  | Ret | 9   | 5   | Ret | 6   | 16  | Ret | Ret | 7      |
| 15  | José Carlos Pace      | 2   | Ret | 13  |     |     |     |     |     |     |     |     |     |     |     |     |     |     | 6      |
| 16  | Vittorio Brambilla    | 7   | Ret | 7   | Ret | Ret | 8   | 4   | Ret | 13  | 8   | 5   | 15  | 12  | Ret | 19  | 6   | 8   | 6      |
| 17  | Clay Regazzoni        | 6   | Ret | 9   | Ret | Ret | NQ  | Ret | 7   | 7   | NQ  | Ret | Ret | Ret | 5   | 5   | Ret | Ret | 5      |
| 18  | Patrick Tambay        |     |     |     |     |     |     |     |     | NQ  | Ret | 6   | Ret | 5   | Ret | NQ  | 5   | Ret | 5      |
| 19  | Jean-Pierre Jarier    |     |     |     | 6   | NQ  | 11  | 11  | 8   | Ret | 9   | Ret | 14  | Ret | Ret | 9   |     | Ret | 1      |
| 20  | Riccardo Patrese      |     |     |     |     |     | 9   | Ret |     | Ret | Ret | 10  |     | 13  | Ret |     | 10  | 6   | 1      |
| 21  | Renzo Zorzi           | Ret | 6   | Ret | Ret | Ret |     |     |     |     |     |     |     |     |     |     |     |     | 1      |
| 22  | Rupert Keegan         |     |     |     |     | Ret | 12  | Ret | 13  | 10  | Ret | Ret | 7   | Ret | 9   | 8   | Ret |     | 0      |
| 23  | Patrick Nève          |     |     |     |     | 12  |     | 10  | 15  | NQ  | 10  | NQ  | 9   | NQ  | 7   | 18  | Ret |     | 0      |
| 24  | Vern Schuppan         |     |     |     |     |     |     |     |     |     | 12  | 7   | 16  | NQ  |     |     |     |     | 0      |
| 25  | Ingo Hoffmann         | Ret | 7   |     |     |     |     |     |     |     |     |     |     |     |     |     |     |     | 0      |
| 26  | Danny Ongais          |     |     |     |     |     |     |     |     |     |     |     |     |     |     | Ret | 7   |     | 0      |
| 27  | Alex Dias Ribeiro     | Ret | Ret | Ret | Ret | NQ  | NQ  | NQ  | NQ  | NQ  | NQ  | 8   | NQ  | 11  | NQ  | 15  | 8   | 12  | 0      |
| 28  | Hans Binder           | Ret | Ret | 11  | 11  | 9   | Ret |     |     |     |     |     | 12  | 8   | NQ  | 11  | Ret | Ret | 0      |
| 29  | Brett Lunger          |     |     | 14  | Ret | 10  |     |     | 11  | NQ  | 13  | Ret | 10  | 9   | Ret | 10  | 11  |     | 0      |
| 30  | Harald Ertl           |     |     |     |     | Ret | NQ  | 9   | 16  | NQ  |     |     |     |     |     |     |     |     | 0      |
| 31  | Jackie Oliver         |     |     |     |     |     |     |     | 9   |     |     |     |     |     |     |     |     |     | 0      |
| 32  | Kunimitsu Takahashi   |     |     |     |     |     |     |     |     |     |     |     |     |     |     |     |     | 9   | 0      |
| 33  | Ian Scheckter         | Ret | Ret |     |     | 11  | NQ  | Ret | Ret | NC  | Ret | Ret | Ret | 10  | Ret | Ret | Ret |     | 0      |
| 34  | Brian Henton          |     |     |     | 10  | NQ  |     |     |     |     | NQ  |     | NQ  | DSQ | NQ  |     |     |     | 0      |
| 35  | Jacky Ickx            |     |     |     |     |     | 10  |     |     |     |     |     |     |     |     |     |     |     | 0      |
| 36  | Gilles Villeneuve     |     |     |     |     |     |     |     |     |     | 11  |     |     |     |     |     | 12  | Ret | 0      |
| 37  | Kazuyoshi Hoshino     |     |     |     |     |     |     |     |     |     |     |     |     |     |     |     |     | 11  | 0      |
| 38  | Larry Perkins         |     | Ret | 15  |     |     |     | 12  | NQ  | NQ  |     |     |     |     |     |     |     |     | 0      |
| 39  | David Purley          |     |     |     |     | NQ  |     | 13  | 14  | Ret | NPQ |     |     |     |     |     |     |     | 0      |
| 40  | Emilio de Villota     |     |     |     |     | 13  |     | NQ  | NQ  |     | NQ  | NQ  | 17  |     | NQ  |     |     |     | 0      |
| 41  | Arturo Merzario       |     |     |     |     | Ret | NQ  | 14  |     | Ret | Ret | NQ  | Ret | NQ  |     |     |     |     | 0      |
| 42  | Ian Ashley            |     |     |     |     |     |     |     |     |     |     |     | NQ  | NQ  | NQ  | 17  | DNS |     | 0      |
| 43  | Tom Pryce             | NC  | Ret | Ret |     |     |     |     |     |     |     |     |     |     |     |     |     |     | 0      |
| 44  | Boy Hayje             |     |     | Ret |     | NQ  | NQ  | NC  | NQ  |     |     |     |     | NQ  |     |     |     |     | 0      |
| 45  | Bruno Giacomelli      |     |     |     |     |     |     |     |     |     |     |     |     |     | Ret |     |     |     | 0      |
| 46  | Jean-Pierre Jabouille |     |     |     |     |     |     |     |     |     | Ret |     |     | Ret | Ret | Ret | NQ  |     | 0      |
| 47  | Hector Rebaque        |     |     |     |     |     |     | NQ  | NQ  | NQ  |     | Ret | NQ  | NQ  |     |     |     |     | 0      |
| 48  | Noritake Takahara     |     |     |     |     |     |     |     |     |     |     |     |     |     |     |     |     | Ret | -      |
| -   | Hans Heyer            |     |     |     |     |     |     |     |     |     |     | DSQ |     |     |     |     |     |     | -      |
| -   | Lamberto Leoni        |     |     |     |     |     |     |     |     |     |     |     |     |     | NQ  |     |     |     | -      |
| -   | Teddy Pilette         |     |     |     |     |     |     |     |     |     |     | NQ  |     | NQ  | NQ  |     |     |     | -      |
| -   | Conny Andersson       |     |     |     |     | NQ  |     | NQ  | NQ  | NQ  |     |     |     |     |     |     |     |     | -      |
| -   | Bernard de Dryver     |     |     |     |     |     |     | NQ  |     |     |     |     |     |     |     |     |     |     | -      |
| -   | Loris Kessel          |     |     |     |     |     |     |     |     |     |     |     |     |     | NQ  |     |     |     | -      |
| -   | Michael Bleekemolen   |     |     |     |     |     |     |     |     |     |     |     |     | NQ  |     |     |     |     | -      |
| -   | Giorgio Francia       |     |     |     |     |     |     |     |     |     |     |     |     |     | NQ  |     |     |     | -      |
| -   | Andy Sutcliffe        |     |     |     |     |     |     |     |     |     | NPQ |     |     |     |     |     |     |     | -      |
| -   | Guy Edwards           |     |     |     |     |     |     |     |     |     | NPQ |     |     |     |     |     |     |     | -      |
| -   | Tony Trimmer          |     |     |     |     |     |     |     |     |     | NPQ |     |     |     |     |     |     |     | -      |
| -   | Brian McGuire         |     |     |     |     |     |     |     |     |     | NPQ |     |     |     |     |     |     |     | -      |
| -   | Mikko Kozarowitzky    |     |     |     |     |     |     |     | NQ  |     | NPQ |     |     |     |     |     |     |     | -      |
| Pos | Piloto                | ARG | BRA | RSA | USW | ESP | MON | BEL | SWE | FRA | GBR | GER | AUT | NED | ITA | USA | CAN | JPN | Pontos |

| Cor        | Resultado             |
| ---------- | --------------------- |
| Ouro       | Vencedor              |
| Prata      | 2.º lugar             |
| Bronze     | 3.º lugar             |
| Verde      | Terminou, nos pontos  |
| Azul       | Terminou, sem pontos  |
| Púrpura    | Ret – Retirou-se      |
| Vermelho   | NQ – Não qualificado  |
| Preto      | DSQ – Desqualificado  |
| Branco     | NL – Não largou       |
| Branco     | C – Corrida cancelada |
| Azul claro | AT – Apenas Treino    |
| Sem cor    | NP – Não participou   |
| Sem cor    | Les – Lesionado       |
| Sem cor    | EX – Excluído         |

Em negrito indica pole position e em itálico indica volta mais rápida.

### Construtores[2]
| Pos | Construtor | Chassis      | Motor                        | Pneu | Pontos  | Vitórias | Pódios | Poles |
| --- | ---------- | ------------ | ---------------------------- | ---- | ------- | -------- | ------ | ----- |
| 1   | Ferrari    | 312T2        | Ferrari 015 F12              | G    | 95 (97) | 4        | 16     | 2     |
| 2   | Lotus      | 78           | Ford Cosworth DFV V8         | G    | 62      | 5        | 7      | 7     |
| 3   | McLaren    | M23 M26      | Ford Cosworth DFV V8         | G    | 60      | 3        | 7      | 6     |
| 4   | Wolf       | WR1 WR2      | Ford Cosworth DFV V8         | G    | 55      | 3        | 9      | 1     |
| 5   | Brabham    | BT45 BT45B   | Alfa Romeo 115-12 F12        | G    | 27      |          | 4      | 1     |
| 6   | Tyrrell    | P34          | Ford Cosworth DFV V8         | G    | 27      |          | 4      |       |
| 7   | Shadow     | DN5B DN8     | Ford Cosworth DFV V8         | G    | 23      | 1        | 2      |       |
| 8   | Ligier     | JS7          | Matra MS76 V12               | G    | 18      | 1        | 2      |       |
| 9   | Fittipaldi | FD04 F5      | Ford Cosworth DFV V8         | G    | 11      |          |        |       |
| 10  | Ensign     | N177         | Ford Cosworth DFV V8         | G    | 10      |          |        |       |
| 11  | Surtees    | TS19         | Ford Cosworth DFV V8         | G    | 6       |          |        |       |
| 12  | Penske     | PC4          | Ford Cosworth DFV V8         | G    | 1       |          |        |       |
| 13  | March      | 761 761B 771 | Ford Cosworth DFV V8         | G    | 0       |          |        |       |
| 14  | Hesketh    | 308E         | Ford Cosworth DFV V8         | G    | 0       |          |        |       |
| 15  | Kojima     | KE009        | Ford Cosworth DFV V8         | B    | 0       |          |        |       |
| 16  | LEC        | CRP-1        | Ford Cosworth DFV V8         | G    | 0       |          |        |       |
| 17  | BRM        | P201B P207   | BRM P200 V12 BRM P202 V12    | G    | 0       |          |        |       |
| 18  | Renault    | RS01         | Renault-Gordini EF1 V6 Turbo | M    | 0       |          |        |       |
| -   | Boro       | 001          | Ford Cosworth DFV V8         | G    | -       |          |        |       |
| -   | Apollon    | FW03         | Ford Cosworth DFV V8         | G    | -       |          |        |       |
| -   | McGuire    | BM1          | Ford Cosworth DFV V8         | G    | -       |          |        |       |

### Corridas fora do campeonato
Outras corridas de fórmula 1 disputadas em 1977, que não valeram pontos para o campeonato.
| Evento                | Circuito     | Data        | Vencedor   | Construtor       | Descrição |
| --------------------- | ------------ | ----------- | ---------- | ---------------- | --------- |
| XII Race of Champions | Brands Hatch | 20 de Março | James Hunt | McLaren-Cosworth | Detalhes  |